# Union Bridge
Union Bridge je visutý silniční most přes řeku Tweed na anglicko-skotských hranicích v blízkosti města Berwick-upon-Tweed. Most se nachází mezi obcemi Paxton a Horncliffe zhruba 6 km vzdušnou čarou na západ od Berwicku. Union Bridge je nejstarším existujícím visutým mostem ve Velké Británii a nejstarším visutým mostem na světě, který dodnes slouží pro silniční provoz.

## Historie

### Stavba mostu
Výstavba mostu probíhala mezi srpnem 1819 a 16. červencem 1820 a autorem návrhu mostu byl průkopník v oblasti stavby visutých mostů Samuel Brown. Výstavba mostu stála 6449 liber. Otevřený byl deset dnů po dokončení.  

### Světový rekord
Hlavní rozpětí mostu má délku 137 m a do dokončení velšského mostu Menai Suspension Bridge byly Union Bridge spolu s tibetským mostem Chushul Chakzam, jehož hlavní rozpětí mělo také délku 137 m, mosty s nejdelším rozpětím na světě. Mostovka, široká 5,5 m,  byla opravována v letech 1871 a 1974. Původně se zde vybíralo mýtné; v roce 1883 bylo zrušeno a v roce 1952 byla zbořena celnice. 

### Na počátku 21. století
Most byl uzavřen mezi březnem a srpnem 2007 kvůli opravám a v prosinci 2008 kvůli sesuvu svahu. 